# Campionat del món de ciclisme en pista de 1949
El Campionat Mundial de Ciclisme en Pista de 1949 es va celebrar a Copenhaguen (Dinamarca) del 22 al 28 d'agost de 1949.
Les competicions es van celebrar al Velòdrom d'Ordrup a la perifèria de Copenhaguen. En total es va competir en 5 disciplines, 3 de professionals i 2 d'amateurs.

## Resultats

### Masculí

#### Professional
| Prova                 | Or                           | Argent                      | Bronze                         |
| Velocitat individual  | Reginald Harris · Regne Unit | Jan Derksen · Països Baixos | Arie van Vliet · Països Baixos |
| Persecució individual | Fausto Coppi · Itàlia        | Lucien Gillen · Luxemburg   | Wim van Est · Països Baixos    |
| Darrere moto          | Elio Frosio · Itàlia         | Jan Pronk · Països Baixos   | Raoul Lesueur · França         |

#### Amateur
| Prova                 | Or                           | Argent                        | Bronze                   |
| Velocitat individual  | Sydney Patterson · Austràlia | Jacques Bellenger · França    | Jack Heid · Estats Units |
| Persecució individual | Knud Andersen · Dinamarca    | Cyril Cartwright · Regne Unit | Aldo Gandini · Itàlia    |

## Medaller
| Pos. | País          | Or | Plata | Bronze | Total |
| 1    | Itàlia        | 2  | 0     | 1      | 3     |
| 2    | Regne Unit    | 1  | 1     | 0      | 2     |
| 3    | Austràlia     | 1  | 0     | 0      | 1     |
| -    | Dinamarca     | 1  | 0     | 0      | 1     |
| 5    | Països Baixos | 0  | 2     | 2      | 4     |
| 6    | França        | 0  | 1     | 1      | 2     |
| 7    | Luxemburg     | 0  | 1     | 0      | 1     |
| 8    | Estats Units  | 0  | 0     | 1      | 1     |